# Semomesia capanea
Semomesia capanea är en fjärilsart som beskrevs av Pieter Cramer 1779. Semomesia capanea ingår i släktet Semomesia och familjen Riodinidae. Inga underarter finns listade i Catalogue of Life.

## Bildgalleri

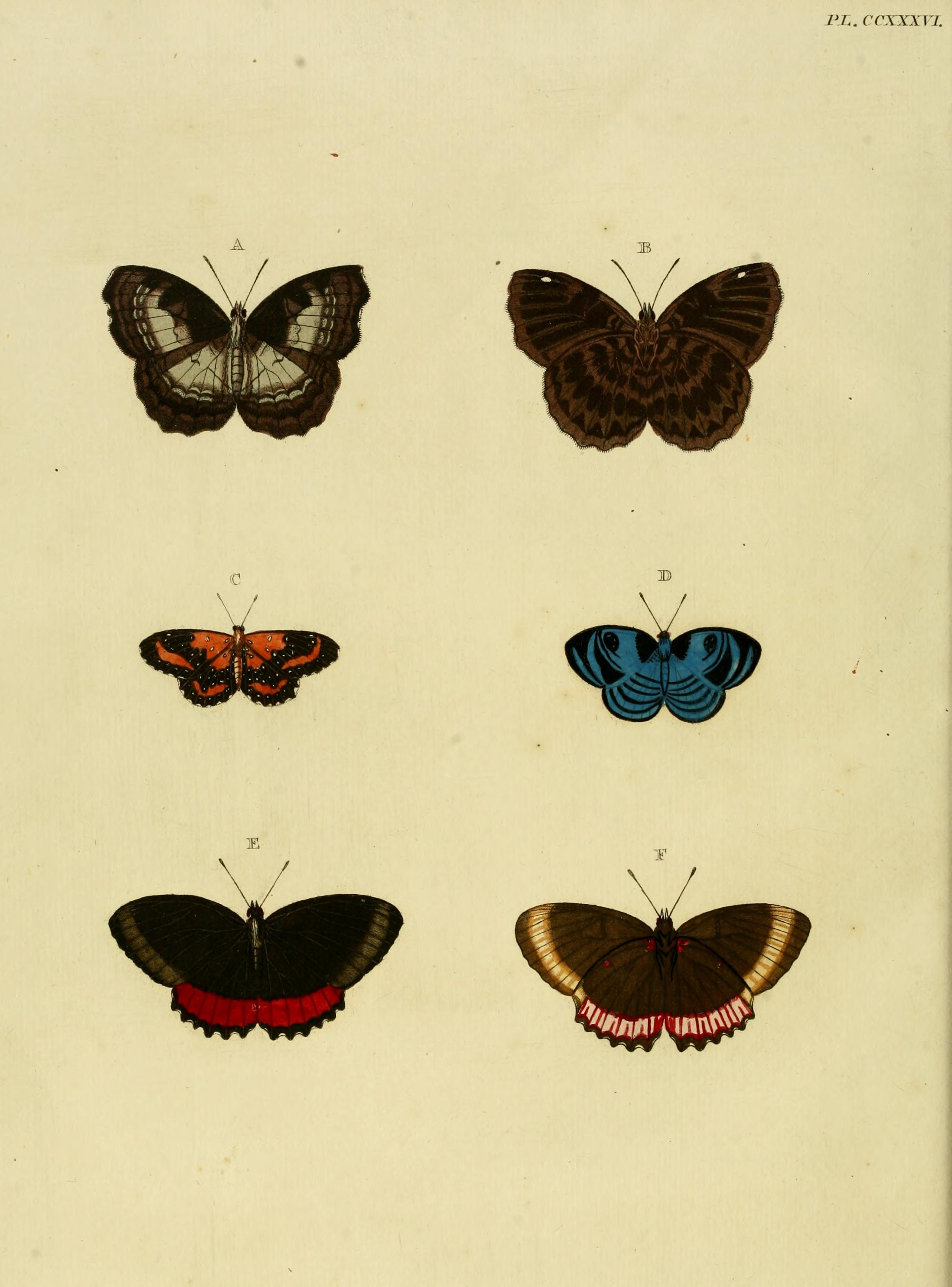